# Памятник детям — жертвам Великой Отечественной войны
Памятник детям-жертвам Великой Отечественной войны в Красном Береге — памятник в агрогородке Красный Берег Жлобинского района Гомельской области Беларуси. Филиал Жлобинского историко-краеведческого музея.

## История
Мемориал, являющийся памятником республиканского значения, был торжественно открыт 28 июня 2007 года. Комплекс был спроектирован творческой группой под руководством заслуженного архитектора Республики Беларусь, лауреата Ленинской и Государственной премий — Леонида Менделевича Левина.
Именно в деревне Красный Берег располагался сборно пересыльный пункт для детей в возрасте от 8 до 14 лет, которых насильно отнимали у матерей близлежащих районов Белорусской ССР. Их привозили на территорию усадьбы Козел-паклевских, после отмывали в реке или в бане, отдельно мальчиков и девочек. На следующий день они проходили медицинский осмотр, им делали анализ крови, выяснили их группу крови и резус фактор, а на шею вешали бирку с этими данными, на другой стороне иногда писали имя и фамилию ребёнка. Детей увозили в Германию и другие концлагеря в качестве доноров, а в Красном береге могли оставить их как рабочую силу. Для этих целей было вывезенно 1990 детей, 15 из которых из Краснобережского сельского совета.

## Описание
Центром монументальной композиции является «Площадь Солнца», от которой по всему яблоневому саду расходятся аллеи в виде лучей. Одна из аллей — «Луч Памяти» чёрного цвета — является главным входом в мемориал и проходит через «Мёртвый класс», который представляет собой 21 белоснежную школьную парту, учительский стол и классную доску. Перед входом в класс стоит бронзовая фигурка исхудавшей девочки-подростка. На чёрной доске текст из письма ребёнка — предсмертное письмо-завещание 15-летней Кати Сусаниной отцу. Его нашли, когда разбирали кирпичную кладку разрушенной печи в одном из домов в освобождённом районном центре Лиозно Витебской области. Сама девочка погибла в фашистском рабстве 12 марта 1943 года, в день своего пятнадцатилетия. На тыльной стороне классной доски изображена карта Белоруссии, где отмечены ещё 16 концентрационных лагерей (донорских), в которых содержались дети.
Далее, за школьной доской, расположена часть мемориала, названная «Площадь Солнца», где создан белый парусник, символизирующий мечты детей, которым не суждено было сбыться. За парусником расположены 24 белых стелы, в которых вмонтированы детские рисунки в виде витражей. Сами рисунки были выполнены детьми в послевоенное время.

## Музей
7 декабря 2024 года на территории мемориального комплекса «Детям – жертвам войны» открыт новый музейный комплекс. На 765 квадратных метрах разместились экспозиционный, выставочный, кинолекционный залы, конференц-зал, комната памяти заслуженного архитектора Беларуси, автора мемориального комплекса «Детям – жертвам Великой Отечественной войны», ребёнка войны Леонида Левина. Музей стал уникальным продолжением и неотъемлемой частью мемориала.
В экспозиции использованы современные технологии – информационные сенсорные панели, мультимедиа, где будут транслироваться тематические видеоролики, две информационные панели, с помощью которых у посетителей будет возможность ознакомиться с документацией по геноциду мирного населения Жлобинского района, предоставленной Генеральной прокуратурой Беларуси, и другими документами. Звуковые и световые эффекты заложены в концепции музея. На потолке создана видимость паутины.
Творческому коллективу в составе Леонида Левина, Александра Финского и Светланы Катковой, участвующих в создании мемориала, была присуждена Государственная премия Республики Беларусь (Указ Президент Республики Беларусь А. Лукашенко от 30 августа 2011 года). Строительные работы выполнила компания «Трест 40», детская скульптура отлита на минском заводе «Отменное литьё».